# Довшко
Довшко (словен. Dovško) је насељено место у општини Кршко, Посавска регија, Словенија.

## Историја
До територијалне реорганизације у Словенији био је у саставу старе општине Кршко.

## Становништво
У попису становништва из 2011. године, Довшко је имао 242 становника.
| Број становника према пописима | Број становника према пописима | Број становника према пописима |
| ------------------------------ | ------------------------------ | ------------------------------ |
| 1991                           | 2002                           | 2011                           |
| 252                            | 236                            | 242                            |

Напомена: Године 2015. извршена је мања размена територије између насеља Довшко и Сеново.